# SN 2002dt
SN 2002dt – supernowa nieznanego typu odkryta 26 czerwca 2002 roku w galaktyce E516-G05. W momencie odkrycia miała maksymalną jasność 18,50m.